# Franciszek Rusnarczyk
Franciszek Rusnarczyk (ur. 21 stycznia 1944 w Kamienicy) – polski nauczyciel, poseł na Sejm X kadencji.

## Życiorys
Ukończył w 1975 studia w Wyższej Szkole Pedagogicznej w Krakowie, uzyskując tytuł zawodowy magistra matematyki. Do czasu przejścia na emeryturę pracował jako nauczyciel w szkołach na terenie powiatu limanowskiego. Był dyrektorem Szkoły Podstawowej nr 2 w Mszanie Dolnej, a także miejskim dyrektorem szkół, kierującym oświatą w rejonie miasta i gminy. Następnie uczył w Zasadniczej Szkole Zawodowej P.I.P. „Instal” w Mszanie Dolnej. Był członkiem zarządu oddziału Związku Nauczycielstwa Polskiego w tym mieście.
W 1963 wstąpił do Polskiej Zjednoczonej Partii Robotniczej. W 1989 z ramienia partii uzyskał mandat posła na Sejm kontraktowy w okręgu nowosądeckim. Na koniec kadencji należał do Parlamentarnego Klubu Lewicy Demokratycznej, pracował w Komisji Edukacji, Nauki i Postępu Technicznego, Komisji Administracji i Spraw Wewnętrznych oraz w Komisji Sprawiedliwości. Nie ubiegał się o reelekcję.
W późniejszym okresie związany z Sojuszem Lewicy Demokratycznej, z ramienia którego w 2002 bez powodzenia kandydował do rady powiatu limanowskiego.

## Odznaczenia
- Złoty Krzyż Zasługi (1979)
- Medal 40-lecia Polski Ludowej (1984)